# Melvin and Howard
Howard and Melvin is een Amerikaanse dramafilm uit 1980 onder regie van Jonathan Demme. De film is gebaseerd op het waargebeurde verhaal van Howard Dunmar, die via een gevonden handgeschreven testament een claim legde op een grote erfenis van miljonair Howard Hughes.

## Rolverdeling
| Acteur           | Personage     |
| ---------------- | ------------- |
| Paul Le Mat      | Melvin Dunmar |
| Mary Steenburgen | Lynda Dunmar  |
| Pamela Reed      | Bonnie Dunmar |
| Jason Robards    | Howard Hughes |

## Release en ontvangst
De film bracht 4 miljoen dollar op in de bioscopen. De film heeft een score van 91% op Rotten Tomatoes, gebaseerd op 22 beoordelingen. Jason Robards was genomineerd voor een Oscar voor beste mannelijke bijrol en de film won twee oscars voor beste originele scenarie en beste vrouwelijke bijrol voor Mary Steenburgen.